# Megastenes
Megastenes (ok. 350–290 p.n.e.) – grecki historyk, geograf i podróżnik urodzony w Jonii. W latach 300–292 p.n.e. przebywał na dworze indyjskiego króla Ćandragupty jako ambasador Seleukosa I, opisując religię, historię, geografię i ustrój społeczny. Dzięki jego pracy zachował się m.in. opis Pataliputry, stolica starożytnego indyskiego królestwa Magadhy.
Prace Megastenesa (niezachowane w oryginale, znane z odpisów) wykorzystał Flawiusz Arrian w swoim dziele Indica.